# Marc-Emile Ruchet
Marc-Emile Ruchet, född den 14 september 1853 i Saint Saphorin sur Morges, kantonen Pays de Vaud, död den 13 juli 1912 i Bern, var en schweizisk politiker.
Ruchet studerade juridik i Lausanne och Heidelberg, blev 1876 biträde på Louis Ruchonnets advokatbyrå och tog i politiken starkt intryck av denne radikaldemokratiske statsman. Ruchet invaldes 1882 i kantonen Vauds stora råd och 1894 i dess statsråd, var 1898 dettas president och inlade stora förtjänster om organisationen av kantonens undervisningsväsen. Han blev 1894 ledamot av schweiziska förbundsrådet, där han under sex år förestod undervisningsdepartementet, och var förbundspresident 1905 och 1911.